# Yan Zibei
Yan Zibei (Xiangyang, 12 oktober 1995) is een Chinese zwemmer. Hij vertegenwoordigde zijn vaderland op de Olympische Zomerspelen 2016 in Rio de Janeiro.

## Carrière
Tijdens de Olympische Zomerspelen van 2016 in Rio de Janeiro werd Yan uitgeschakeld in de series van de 100 meter schoolslag. Op de wereldkampioenschappen kortebaanzwemmen 2016 in Windsor strandde hij in de halve finales van zowel de 50 als de 100 meter schoolslag en in de series van de 200 meter schoolslag. Op de 4×50 meter wisselslag eindigde hij samen met Xu Jiayu, Li Zhuhao en Yu Hexin op de zesde plaats, samen met Xu Jiayu, Li Zhuhao en Lin Yongqing eindigde hij als zevende op de 4×100 meter wisselslag. Op de 4×50 meter wisselslag gemengd eindigde hij samen met Xu Jiayu, Zhang Yufei en Zhu Menghui op de vierde plaats.
In Boedapest nam de Chinees deel aan de wereldkampioenschappen zwemmen 2017. Op dit toernooi eindigde hij als zevende op de 100 meter schoolslag, op de 50 meter schoolslag werd hij uitgeschakeld in de series. Samen met Xu Jiayu, Li Zhuhao en Yu Hexin eindigde hij als zesde op de 4×100 meter wisselslag, op de 4×100 meter wisselslag gemengd behaalde hij samen met Xu Jiayu, Zhang Yufei en Zhu Menghui de bronzen medaille.
Tijdens de Aziatische Spelen 2018 in Jakarta veroverde Yan de zilveren medaille op zowel de 50 als de 100 meter schoolslag, daarnaast eindigde hij als vierde op de 200 meter schoolslag. Samen met Xu Jiayu, Li Zhuhao en Yu Hexin sleepte hij de gouden medaille in de wacht op de 4×100 meter wisselslag, op de 4×100 meter wisselslag gemengd legde hij samen met Xu Jiayu, Zhang Yufei en Zhu Menghui beslag op de gouden medaille. Op de wereldkampioenschappen kortebaanzwemmen 2018 in Hangzhou strandde hij in de halve finales van de 50 meter schoolslag en in de series van zowel de 100 als de 200 meter schoolslag.
In Gwangju nam de Chinees deel aan de wereldkampioenschappen zwemmen 2019. Op dit toernooi behaalde hij de bronzen medaille op de 100 meter schoolslag, op de 50 meter schoolslag eindigde hij op de zesde plaats. Samen met Xu Jiayu, Li Zhuhao en Cao Jiwen eindigde hij als zevende op de 4×100 meter wisselslag.

## Internationale toernooien
| Jaar | Olympische Spelen   | WK langebaan                                                                               | WK kortebaan | PanPacs       | Aziatische Spelen                                                                                     |
| ---- | ------------------- | ------------------------------------------------------------------------------------------ | --- | ------------- | --- |
| 2016 | 27e 100m schoolslag |                                                                                            | 15e 50m schoolslag 13e 100m schoolslag 14e 200m schoolslag 6e 4×50m wisselslag 7e 4×100m wisselslag 4e 4×50m wisselslag gemengd |               | |
| 2017 |                     | 15e 50m schoolslag · 7e 100m schoolslag · 6e 4×100m wisselslag · 4×100m wisselslag gemengd | |               | |
| 2018 |                     |                                                                                            | 13e 50m schoolslag 17e 100m schoolslag 18e 200m schoolslag                                                                      | geen deelname | 50m schoolslag · 100m schoolslag · 4e 200m schoolslag · 4×100m wisselslag · 4×100m wisselslag gemengd |
| 2019 |                     | 6e 50m schoolslag · 100m schoolslag · 7e 4×100m wisselslag                                 | |               | |

## Persoonlijke records
Bijgewerkt tot en met 24 juli 2019
Kortebaan
| Afstand         | Tijd    | Datum            | Plaats    |
| --------------- | ------- | ---------------- | --------- |
| 50m schoolslag  | 26,22   | 15 december 2018 | Hangzhou  |
| 100m schoolslag | 56,34   | 15 november 2018 | Singapore |
| 200m schoolslag | 2.04,52 | 10 november 2017 | Beijing   |

Langebaan
| Afstand         | Tijd    | Datum           | Plaats  |
| --------------- | ------- | --------------- | ------- |
| 50m schoolslag  | 26,86   | 24 juli 2019    | Gwangju |
| 100m schoolslag | 58,63   | 22 juli 2019    | Gwangju |
| 200m schoolslag | 2.10,08 | 11 januari 2018 | Austin  |